# Plac Męczenników w Trypolisie
Plac Męczenników w Trypolisie (arab. ميدان الشهداء, Majdān asz-Szuhadā’); znany również jako plac Zielony (arab. الساحة الخضراء, as-Sāḥah al-Khaḍrā’) od 1951 roku do 2011 roku. Nazwa została zmieniona z powodu wygranej opozycji w Bitwie o Trypolis w 2011 roku. Pod rządami włoskimi plac nosił nazwę Plac Włoski (wł. Piazza Italia) – główny plac Trypolisu, centrum handlowe, turystyczne i rozrywkowe miasta. Na samym środku placu znajduje się duża, legendarna fontanna zaprojektowana przez włoskiego architekta. Plac stanowi punkt spotkań wielu różnych alei. Aleja Umara al-Muchtara jest jedną z najdłuższych alei w Afryce Północnej. 
Plac wyróżnia się Czerwoną Twierdzą, w której znajduje się Muzeum Narodowe również znane jako Muzeum obok Czerwonej Twierdzy. Za rządów al-Kaddafiego muzeum te nazywało się Muzeum Dżamahiriji. W muzeum znajduje się kolekcja artefaktów fenickich, greckich i rzymskich. Muzeum posiada posąg Wenus pochodzący z Łaźni Hadriana w Leptis Magna, kompletny libijsko-rzymski grobowiec z regionu Ghirza oraz kolorowego Volkswagena Garbusa, który był używany przez pułkownika al-Kaddafiego przed jego obaleniem. Naprzeciw tego budynku znajdował się niegdyś Królewski Teatr Miramare, jednak został zburzony przez rząd al-Kaddafiego po latach 60., aby stworzyć miejsce na wielkie demonstracje.
Po drugiej stronie placu znajduje się szeroka aleja prowadząca w stronę nabrzeża, przy której wznoszą się dwie wysokie kolumny. Na szczycie jednej z nich znajduje się żelazny model drewnianego statku, a na drugiej — postać jeźdźca na koniu.
Plac został pierwotnie zbudowany przez włoskich władców kolonialnych na miejscu dawnego targu chleba i był kilkakrotnie rozbudowywany w latach 30. XX wieku. Król Libii Idris I zmienił nazwę placu na plac Niepodległości (arab. ميدان الاستقلال, Maydān al-Istiqlāl) w 1951 roku, co miało symbolizować uniezależnienie Królestwa Libii od Włoch. W 1969 roku w wyniku rewolucji 1 Września nowy przywódca Libii Mu'ammar al-Kaddafi zmienił nazwę placu na plac Zielony nawiązując do swojej ideologii ukazanej w "Zielonej Książce". Na tym placu w lutym 2011 roku doszło do pierwszych zamieszek przeciwników al-Kaddafiego. Po pięciu miesiącach w lipcu 2011 roku doszło tam do przemówienia Mu'ammara al-Kaddafiego na którym zjawiło się 1,7mln jego zwolenników. Ta informacja nigdy nie pojawiła się w zachodniej prasie. 
Po zajęciu Trypolisu przez siły opozycji zaczęła się demonstracja, która cieszyła się z wygranej w wojnie domowej. Nazwę placu zmieniono na plac Męczenników, co ma upamiętnić żołnierzy ugrupowań anty-rządowych walczących o Trypolis w 2011 roku. 